# Mehli Mehta
Mehli Mehta (25 de septiembre de 1908 – 19 de octubre de 2002) fue un director de orquesta y violinista indio.

## Biografía
Mehta nació en Bombay, India en el seno de una familia Parsi. Su relación con la música comenzó a edad muy temprana. Cuando era un joven violinista su principal influencia musical y fuente de inspiración fue Jascha Heifetz. Figura pionera en el mundo musical indio, fundó la Orquesta Sinfónica de Bombay en 1935, actuando durante diez años de concertino antes de convertirse en su director. De aquella época data su amistad con el músico español Francisco Casanovas Tallardá, armonizador del himno de la India. Se casó con Tehmina.
In 1940 Mehli Mehta fundó el Cuarteto de Cuerdas de Bombay. Pasó cinco años en Nueva York estudiando con el eminente pedagogo del violín Ivan Galamian, y consiguió las titulaciones de la Universidad de Bombay y del Trinity College of Music de Londres.
Se trasladó a los Estados Unidos en 1945, donde estudió violín en Nueva York y posteriormente dirigió el departamento orquestal en la UCLA. In 1955 Mehli Mehta se trasladó a Gran Bretaña, donde trabajó durante cinco años como concertino asistente y concertino de la Orquesta Hallé de Mánchester bajo la batuta de Sir John Barbirolli. Mehta llegó a considerar a Barbirolli como "una de las influencias más decisivas de mi vida como director".
In 1959 se unió al Cuarteto Curtis de Filadelfia e hizo giras con ellos por los Estados Unidos durante los siguientes cinco años. En años posteriores declaró: "el cuarteto de cuerda ha sido el factor principal y básico de mi entera filosofía musical." Se trasladó entonces a Los Ángeles y fue nombrado Director del Departamento de Orquesta en UCLA desde 1964 hasta 1976.
A los dos meses de su llegada, en 1964, organizó la American Youth Symphony con estudiantes de todas las universidades de Los Ángeles. Bajo su entregado liderazgo la orquesta creció hasta su actual tamaño de 110 jóvenes músicos de Los Ángeles y su zona de influencia, de edades de 16 a 27 años. Dirigió la orquesta hasta su trigésimo cuarta temporada en 1998.
En su biografía de Barbirolli, el crítico musical Michael Kennedy cita al gran director diciendo: "Yo...fui a un concierto de Mehli con la American Youth Symphony. Me alegro de haberlo hecho porque mi querido Mehli estuvo magnífico. Hizo que esos chicos tocaran espléndidamente. Yo estaba emocionado e impresionado de verdad."
El Maestro Mehta fue muy aclamado cuando apareció como director de la Orquesta de Filadelfia en 1978, 1980, 1982 y 1984. Además dirigió orquestas tales como la Orquesta Sinfónica Alemana de Berlín, la de Israel, la de Tokio, la de Yokohama, la de Jerusalén, la de Venezuela y la de Brasil; la Sinfonietta de Israel, y las Orquestas Sinfónicas de San Antonio, Grand Rapids (Míchigan), Milwaukee, Miami, Puerto Rico, Rhode Island, Jacksonville, Memphis, Ashland y Eugene. En marzo de 1983 hizo su debut en Nueva York, en el Carnegie Hall, donde cosechó un reconocimiento unánime con la National Orchestra Association Symphony.
Su hijo mayor, Zubin, es el mundialmente famoso director de música clásica. Su otro hijo, Zarin, es director ejecutivo de la Filarmónica de Nueva York y anteriormente fue director ejecutivo de la Sinfónica de Montreal, así como del Festival Ravinia en Chicago.
Mehli Mehta murió en Santa Mónica, California el 19 de octubre de 2002, a la edad de 94 años.

## Reconocimientos
Al Maestro Mehta le confirieron el "Premio de las Artes" del Gobernador, otorgado por el Consejo de las Artes de California; el "Magnum Opus Award" otorgado por la Universidad del Sur de California; el Premio de los Profesores de Cuerda Americanos; la Distinción al Mérito otorgada por el alcalde y el Ayuntamiento de Los Ángeles; y el Premio de Honor de la Asociación Zoroastrista de California. Mehta estaba bajo la administración de ICM Artists Ltd., Nueva York.